# Oleksandr Bagach
Oleksandr Mykolaiovych Bagach (em ucraniano:  Олександр Миколайович Багач) Matusiv, RSS da Ucrânia, Oblast de Tcherkássi, 21 de novembro de 1966) é um antigo atleta ucraniano, especialista no arremesso de peso. Nesta modalidade, ganhou a medalha de bronze nos Jogos Olímpicos de 1996, disputados em Atlanta.
Durante a sua carreira, ganhou também medalhas em Campeonatos Mundiais e Campeonatos da Europa. Em 1997, venceu o concurso do arremesso de peso nos Campeonatos Mundiais de Atenas, mas a medalha foi-lhe retirada depois de ter acusado efedrina num teste anti-doping. Já antes, em 1989, tinha sido suspenso por dois anos por ter usado testosterona.